# ده میر بیک
ده میر بیک، روستایی از توابع بخش مرکزی شهرستان هامون در استان سیستان و بلوچستان ایران است.

## جمعیت
این روستا در دهستان محمدآباد قرار دارد و براساس سرشماری مرکز آمار ایران در سال ۱۳۸۵، جمعیت آن ۳۵ نفر (۸خانوار) بوده‌است.